# Tilly és barátai
A Tilly és barátai (eredeti cím: Tilly and Friends) 2012-ben indult ír–angol televíziós flash animációs sorozat, amelyet Niall Mooney és Alan Shannon rendezett. Magyarországon az M2 adta.

## Ismertető
A főszereplő, Tilly, aki egy kislány. Tilly egy házban lakik, amely szép és nagy ház valamint sárga színű. Tilly ebben a házban a barátaival együtt él. Tilly barátai: Pru, Hektor, Ugri, Dudi és Trombi. Tilly a barátaival együtt tanulságos és szórakoztató kalandokat mesél el.

## Szereplők
- Tilly  (Haffner Anikó) – A szőke hajú kislány, akinek sok állatbarátja van.
- Pru  (Lamboni Anna) – a csinos csirke
- Hektor  (Berkes Bence) – a rózsaszínű kis malacka
- Ugri – a nyuszi
- Dudi (Pálmai Szabolcs) – a krokodil
- Trombi  (Gacsal Ádám) – az elefánt

## Epizódok
| #   | Magyar cím                      | Eredeti cím                    |
| --- | ------------------------------- | ------------------------------ |
|     |                                 |                                |
| 01. | Ugri csillaga                   | A Star for Tiptoe              |
|     |                                 |                                |
| 02. | Pru elveszti a hangját          | Pru Loses her Voices           |
|     |                                 |                                |
| 03. | Tilly legjobb napja             | Tilly's Best Day Ever          |
|     |                                 |                                |
| 04. | Röpke hami-hami                 | Flighty-Bitey                  |
|     |                                 |                                |
| 05. | Keréken guruló nap              | Really Wheelie Day             |
|     |                                 |                                |
| 06. | Pru jócselekedetei              | Pru and the Good Turn          |
|     |                                 |                                |
| 07. | Pru parádéja                    | Pru's Parade                   |
|     |                                 |                                |
| 08. | A Sok-a-jóból torta             | The Much too Many Cake         |
|     |                                 |                                |
| 09. | Trombi elveszti a Hophopot      | Tumpty loses in Oomph          |
|     |                                 |                                |
| 10. | Dudi játszani akar              | Doodle Wants too Play          |
|     |                                 |                                |
| 11. | Trombi repülője                 | Tumpty's Plane                 |
|     |                                 |                                |
| 12. | Tilly doktornő                  | Doctor Tilly                   |
|     |                                 |                                |
| 13. | Ugri szivárvány                 | Tipote's Rainbow               |
|     |                                 |                                |
| 14. | Tilly vendéglője                | Tilly's Restaurant             |
|     |                                 |                                |
| 15. | A csodálatos Trombi             | Tumpty the Great               |
|     |                                 |                                |
| 16. | Hektor és a pitypang            | Hector and the Dandelion       |
|     |                                 |                                |
| 17. | Tilly és a folt                 | Tilly and the Splodge          |
|     |                                 |                                |
| 18. | Pru és a tolltündér             | Pru and the Feather Fairy      |
|     |                                 |                                |
| 19. | Tilly bogár-szállodája          | Tilly's Bug Hotel              |
|     |                                 |                                |
| 20. | Tilly nem tud elaludni          | Tilly Can't Sleep              |
|     |                                 |                                |
| 21. | Dudi és az almafa               | Doodle and the Apple Tree      |
|     |                                 |                                |
| 22. | Az ügyetlen Trombi              | Clumsy Tumpty                  |
|     |                                 |                                |
| 23. | Hector állatkája                | Hector's Pet                   |
|     |                                 |                                |
| 24. | Pru és a karperec               | Pru and the Bangle             |
|     |                                 |                                |
| 25. | Víg farkincalengető             | Tilly no Tail                  |
|     |                                 |                                |
| 26. | Dudi és az indulózenekar        | Doodle and the Marching Band   |
|     |                                 |                                |
| 27. | Hektor és a gonosz farkas       | Hector and the Big Bad Wolf    |
|     |                                 |                                |
| 28. | Trombi ajándéka                 | Tumpty's Gift                  |
|     |                                 |                                |
| 29. | Trombi árnyéka                  | Tumpty's Shadow                |
|     |                                 |                                |
| 30. | Hektor győzni akar              | Hector Wants to Win            |
|     |                                 |                                |
| 31. | A titokzatos Ugri               | Tipote's Mystery               |
|     |                                 |                                |
| 32. | Tilly meséje                    | Tilly's Story                  |
|     |                                 |                                |
| 33. | Hector és a telihold            | Hector and the Full up Moon    |
|     |                                 |                                |
| 34. | Hektor és a szerencsehozó levél | Hector's Lucky Leaf            |
|     |                                 |                                |
| 35. | Tilly királykisasszony          | Princess Tilly                 |
|     |                                 |                                |
| 36. | Pru Kékike                      | Little Blue Pru                |
|     |                                 |                                |
| 37. | Mindenkinek Ugri kell           | Everyone Wants Tiptoe          |
|     |                                 |                                |
| 38. | Trombi ugrókötele               | Tumpty's Skipping Rope         |
|     |                                 |                                |
| 39. | Ugri kirakósa                   | Tiptoe's Jigsaw                |
|     |                                 |                                |
| 40. | Az öt Tilly                     | The Five Tillys                |
|     |                                 |                                |
| 41. | Hektor és a duzzogó             | Hector and the Huff Tuffet     |
|     |                                 |                                |
| 42. | Dudi hami-hami-hamizása         | Doodle's Bitey Bitey Bitey Day |
|     |                                 |                                |
| 43. | Pru levelei                     | Pru's Post                     |
|     |                                 |                                |
| 44. | Hektor magányos házal           | Hector's Hushy House           |
|     |                                 |                                |
| 45. | Hektor zsonglőrködni tanul      | Hector Leams to Juggle         |
|     |                                 |                                |
| 46. | A csöndes játék                 | Tilly and the Quiet Game       |
|     |                                 |                                |
| 47. | Hektor, a bohóc                 | Hector the Clown               |
|     |                                 |                                |
| 48. | Ugri a hóban                    | Toptie in the Snow             |
|     |                                 |                                |
| 49. | Tilly és a pöszécske rabló      | Tilly and the Goz-Gog Grabber  |
|     |                                 |                                |
| 50. | Pru ceruzái                     | Pru's Pencils                  |
|     |                                 |                                |
| 51. | Tilly és a krokoszlán           | Tilly and the Crocolion        |
|     |                                 |                                |
| 52. | Trombi autói                    | Tumpty's Cars                  |